# 出羽表の戦い
出羽表の戦い（いずはおもてのたたかい）／石州出羽合戦（せきしゅういずはかっせん）は、江戸時代に成立した軍記物に記されている弘治4年（永禄元年、1558年）2月27日に石見国邑智郡出羽において毛利氏と尼子氏の間で行われたとされる合戦。
しかし、当時の史料にはこの合戦についての記述が出て来ないことから、実際に行われた合戦であるかは疑問視されている。

## 概要
江戸時代に成立した毛利氏に関する軍記物によると、弘治4年（永禄元年、1558年）2月27日に石見国邑智郡出羽において、吉川元春、福屋隆兼、出羽元祐らが率いる毛利軍と、牛尾幸清、宇山久兼、湯惟宗、小笠原長雄、本城常光らが率いる尼子軍が合戦し、杉原盛重の援軍が加わった毛利軍が勝利したとされる（軍記物に記されている合戦の経緯は後述）。
しかし、萩藩（長州藩）で毛利氏に関する様々な史書を編纂した歴史家でもある萩藩士・永田政純らが世に膾炙する毛利氏に関する軍記物の内容が事実であるかを当時の書状等の一次史料に基づいて逐一考証して寛保元年（1741年）に成立した『新裁軍記』によると、この合戦については江戸時代に作成された下記の3つの軍記物に記載があるのみで、合戦当時の感状や証文といった史料が存在していないとしている。そのため、合戦があったとされる年から約150年後に成立した軍記物にしか登場しないこの合戦が実際に行われたかは疑問視されている。
- 『旧時記』 - 萩藩（長州藩）第2代藩主・毛利綱広の命により編纂されたとされ、それまでの軍記物を取りまとめて永正12年（1515年）から元亀2年（1571年）までの出来事を記している[3][4]。全5冊[4]。
- 『吉田物語』 - 元禄15年（1702年）に萩藩士・杉岡就房によって成立した軍記物[4]。『老翁物語』、『旧時記』、『元就公記（松岡覚書）』といった、これ以前の軍記物を参照しつつ、萩藩の宝蔵に保管されていた記録や古文書を取り入れて作成された[4]。全12冊[4]。巻7に「石州出羽合戦の事」と題して、この合戦のことが記されている[5]。
- 『陰徳太平記』 - 享保2年（1717年）に岩国領吉川氏家臣・香川景継によって出版された軍記物[6]。全41冊[4]。巻32に「石州出羽合戦之事」と題して、吉田物語と同様にこの合戦のことが記されている[7]。

## 軍記物による合戦の経緯
永禄元年（1558年）2月初旬、安芸国山県郡大朝新庄に所在する居城・日野山城に在城していた吉川元春が、毛利氏と敵対して尼子氏に味方する石見小笠原氏の小笠原長雄を討つために石見国へ出陣した。吉川元春が石見国邑智郡出羽に着陣すると、石見国邑智郡出羽の二ツ山城を本拠とする出羽元祐が300余騎を率いて真っ先に馳せ参じ、続いて石見国那賀郡本明の本明城を本拠とする福屋隆兼が1500騎を率いて出羽に在陣した。
一方、尼子方の本城常光が小笠原長雄に使者を派遣し、「近々毛利元就が数万騎を率いて石見国に出陣し、石見小笠原氏の本拠である温湯城を包囲した後に本城常光の山吹城を攻撃する予定であり、それに先立って吉川元春が小勢で出羽に着陣して毛利元就の出陣を待っている。石見小笠原氏と本城氏が協力して合戦すれば切り崩すことが出来るだろうが、互角の軍勢であれば勝利は危うい恐れがある。そこで、早馬を出して尼子晴久に注進したところ、2月15日には牛尾幸清、湯惟宗、宇山久兼に5000の軍勢をつけて派遣するとの返事があったので、小笠原軍も出羽へ出陣して吉川軍を挟撃し、吉川元春を討ち取ろう」と伝えたところ、小笠原長雄は大いに喜んで約束を結び、尼子軍の到来を待った。
その後、尼子軍が約束通り石見国に進攻して本城常光の居館に着陣し、本城常光と小笠原長雄の兵3000余騎と合わせて尼子方の兵力は8000余騎となった。尼子軍は軍を2つに分け、先陣を本城常光と小笠原長雄、第二陣を牛尾幸清、宇山久兼、湯惟宗ら尼子軍と定めて、2月27日に出羽へ出陣した。
一方の毛利軍も軍を2つに分け、福屋隆兼が率いる1500騎を第一陣、吉川元春が率いる1000余騎を第二陣とし、出羽元祐が率いる300余騎は吉川軍と福屋軍のいずれかが劣勢になった際に加勢する遊軍として控えた。
福屋隆兼・彦太郎父子は一重の柵を設けて尼子軍を待ち構え、本城常光の軍が福屋軍に攻めかかったところに福屋正安と小林正次が一斉に矢を射掛け、本城軍が浮足立ったところを撃退した。しかし、本城軍に代わって尼子軍の牛尾幸清が1000余騎を率いて福屋軍を攻撃したことで福屋軍は劣勢となったため、出羽元祐の300余騎が加勢して乱戦となったが、尼子軍が優勢の戦況は変わらなかった。
尼子軍優勢の戦況を見た宇山久兼と湯惟宗が残る4000余騎を率いて吉川元春の本陣へ攻めかかった。吉川軍の兵力は1000余騎であるため多勢に無勢であったが、必死に渡り合って辰の刻から午の刻まで防戦に努めた。
両軍ともに激戦によって疲れ果てていたところに、毛利方の援軍として備後国の神辺城から杉原盛重の率いる800余騎が駆け付けたことで吉川軍は大いに奮い立ち、毛利方の援軍到来を見た尼子軍は撤退の構えを見せた。吉川元春は采配を振るって自ら進軍して尼子軍を追撃し、尼子方は本城常光が踏みとどまって戦っていたが、杉原盛重の軍が横から尼子軍を攻撃し、退却する小笠原長雄の軍を追撃して150余人を討ち取った。
しかし、杉原盛重の援軍を加えても未だに毛利軍よりも尼子軍が多勢であるため、毛利軍は4、5町ほど尼子軍を追撃したところで引き返し、陣の守りを固めた。一方、数十町ほど退却した尼子軍も、毛利方の援軍が続々と来援する報を受けて以降は毛利軍への攻撃を行わなかった。
また、尼子軍が石見国に進軍したとの報を受けた毛利元就は熊谷信直・高直父子、三須房清、天野元定、山県就相らに3000余騎の軍勢をつけて派遣し、益田藤兼や佐波隆秀ら石見国人も2000余騎の軍勢で駆け付けたため、小笠原長雄と本城常光はそれぞれの居城に籠城して守りを固め、牛尾幸清、宇山久兼、湯惟宗は石見国邇摩郡大田まで退き、出羽での合戦は毛利方の勝利に終わった。